# Платина
| 78         | Платина |
| Pt195,084  |         |
| 4f145d96s1 |         |

Пла́тина (химический символ — Pt от лат. Platinum) — химический элемент 10-й группы (по устаревшей классификации — побочной подгруппы восьмой группы, VIIIB), шестого периода периодической системы химических элементов Д. И. Менделеева, с атомным номером 78.
Простое вещество платина — блестящий и очень тяжёлый благородный металл серебристо-белого цвета.

## История
В Старом Свете платина не была известна до середины XVI века, однако цивилизации Анд (инки и чибча) добывали и использовали её с незапамятных времён. Первыми европейцами, познакомившимися с платиной в середине XVI века, были конкистадоры. Считается, что первым в литературе упомянул о платине Скалигер в опубликованной в 1557 году книге «Экзотерические упражнения в 15 книгах», где он, полемизируя с Кардано о понятии «металл», рассказал о некоем веществе из Гондураса, которое нельзя расплавить. Вероятно, этим веществом и была платина.
В 1735 году испанский король издаёт указ, повелевающий платину впредь в Испанию не ввозить.[источник?] При разработке россыпей в Колумбии повелевалось тщательно отделять её от золота и топить под надзором королевских чиновников в глубоких местах речки Рио-дель-Пинто (приток реки Сан-Хуан), которую стали именовать Платино-дель-Пинто. А ту платину, которая уже привезена в Испанию, повелевалось всенародно и торжественно утопить в море. Королевское распоряжение было отменено через 40 лет, когда мадридские власти приказали доставлять платину в Испанию, чтобы самим фальсифицировать золотые и серебряные монеты. В 1820 году в Европу было доставлено от 3 до 7 тонн платины. Здесь с нею познакомились алхимики, считавшие самым тяжёлым металлом золото. Необычайно плотная платина оказалась тяжелее золота, поэтому алхимики посчитали её непригодным металлом и наделили адскими чертами. Некоторое применение платина нашла позже во Франции, когда из неё был изготовлен эталон метра, а позже эталон килограмма.
Согласно некоторым источникам, испанский математик и мореплаватель А. де Ульоа в 1744 году привёз образцы платины в Лондон:210, он поместил описание платины в своём отчёте о путешествии в Южную Америку, опубликованном в 1748 году. В 1789 А. Лавуазье включил платину в список простых веществ:210. Впервые в чистом виде из руд платина была получена английским химиком У. Волластоном в 1803 году.
В России ещё в 1819 году в россыпном золоте, добытом на Урале, был обнаружен «новый сибирский металл», который сначала называли «белым золотом». Платина встречалась на Верх-Исетских, а затем и на Невьянских и Билимбаевских приисках. Богатые россыпи платины были открыты во второй половине 1824 года, а на следующий год в России началась её добыча. В 1826 году П. Г. Соболевский и В. В. Любарский изобрели метод выработки с помощью прессования и последующей выдержки в раскалённом добела состоянии ковкой платины:210. К началу XX века на Урале добывалось от 92 до 95 % мирового производства платины, однако к середине XX века уральские месторождения платины были почти исчерпаны. Во второй половине XX века крупнейшие в России платиновые россыпи были открыты в Хабаровском крае, Корякском автономном округе и Приморском крае.

## Происхождение названия
Название платине было дано испанскими конкистадорами, которые в середине XVI в. впервые познакомились в Южной Америке (на территории современной Колумбии) с новым металлом, внешне похожим на серебро (исп. plata). Слово буквально означает «маленькое серебро», «серебришко». Объясняется такое пренебрежительное название исключительной тугоплавкостью платины, которая не поддавалась переплавке, долгое время не находила применения и ценилась вдвое ниже, чем серебро. В настоящее время её стоимость относительно серебра выше примерно в 42 раза.

## Нахождение в земной коре

### Месторождения

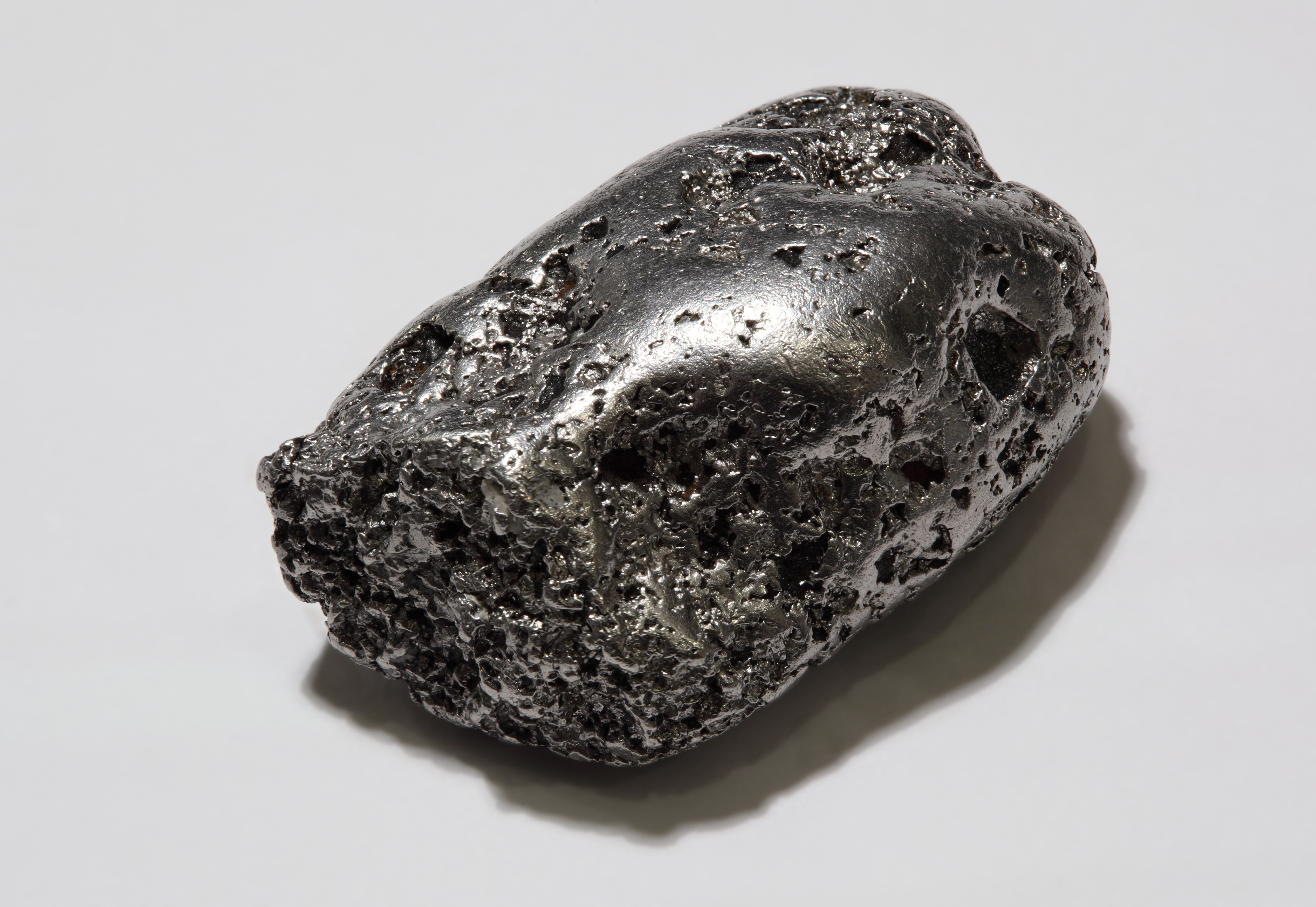
Самородок платины, месторождение Кондёр

Платина является одним из самых редких металлов: её среднее содержание в земной коре (кларк) составляет 5⋅10−7 % по массе. Даже так называемая самородная платина является сплавом, содержащим от 75 до 92 процентов платины, до 20 процентов железа, а также иридий, палладий, родий, осмий, реже медь и никель:207.
Основная часть месторождений платины (более 90 %) заключена в недрах пяти стран. К этим странам относятся ЮАР (Бушвелдский комплекс), США, Россия, Зимбабве, Китай.
В России основными месторождениями металлов платиновой группы являются: сульфидно-медно-никелевые Октябрьское, Талнахское и Норильск-1в Красноярском крае в районе Норильска (более 99 % разведанных и более 94 % оценённых российских запасов), сульфидно-медно-никелевая Фёдорова Тундра (участок Большой Ихтегипахк) в Мурманской области, а также россыпные Кондёр в Хабаровском крае, Левтыринываям в Камчатском крае, реки Лобва и Выйско-Исовское в Свердловской области. Крупнейшим платиновым самородком, найденным в России, является «Уральский гигант» массой 7860,5 г, обнаруженный в 1904 г. на Исовском прииске; в настоящее время хранится в Алмазном фонде.

## Получение

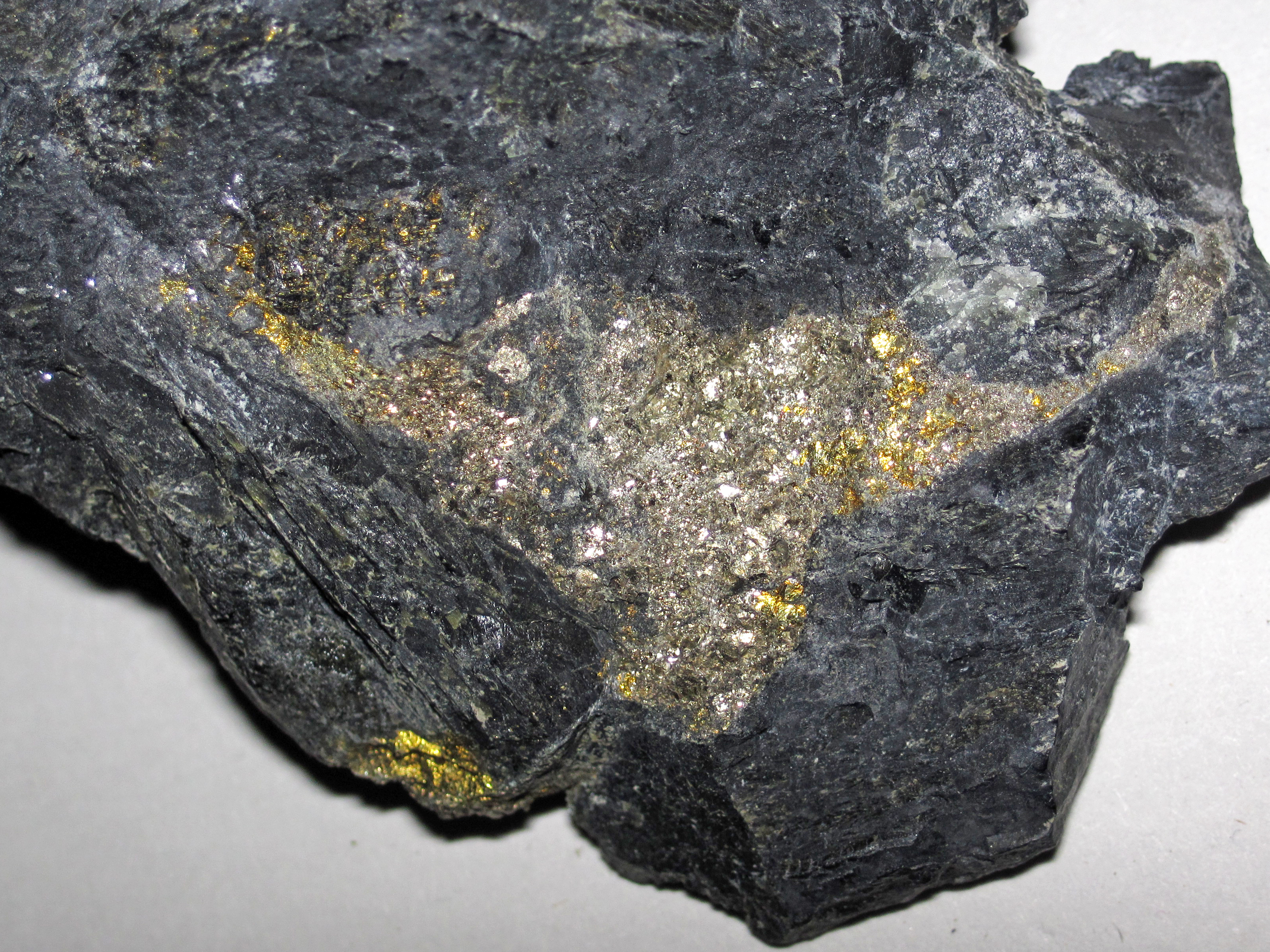
Платиново-палладиевая порода, шахта Стиллуотер (штат Монтана, США)

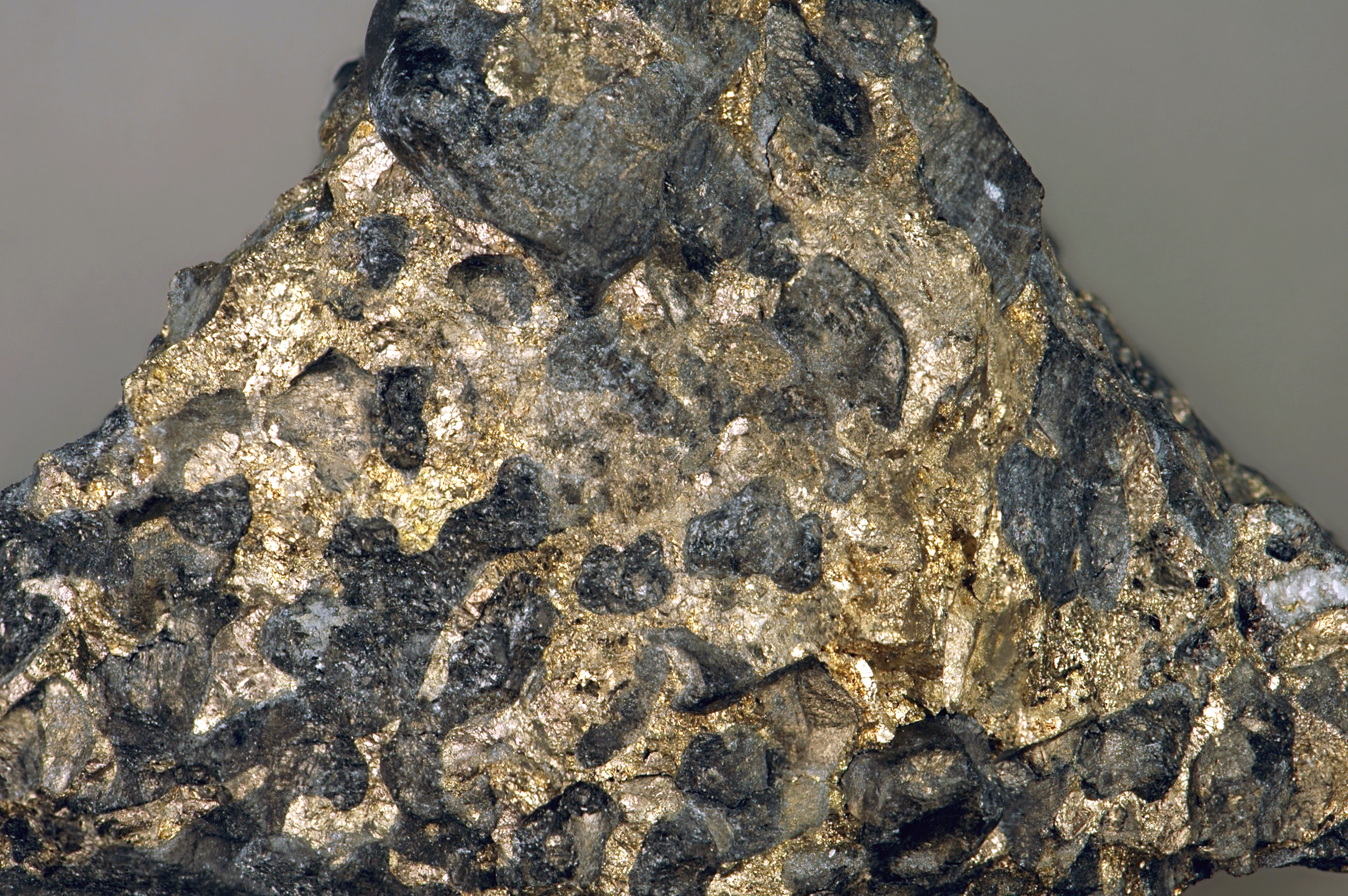
Серный серпентинтит (платино-палладиевая руда), Джонс-Мэнвиль Риф

Самородную платину добывают на приисках (см. подробнее в статье Благородные металлы), менее богаты россыпные месторождения платины, которые разведываются, в основном, способом шлихового опробования.
Производство платины в виде порошка началось в 1805 году английским учёным У. Х. Волластоном из южноамериканской руды.
Сегодня платину получают из концентрата платиновых металлов. Концентрат растворяют в царской водке, после чего добавляют этанол и сахарный сироп для удаления избытка HNO3. При этом иридий и палладий восстанавливаются до Ir3+ и Pd2+. Последующим добавлением хлорида аммония выделяют гексахлороплатинат(IV) аммония (NH4)2PtCl6. Высушенный осадок прокаливают при 800—1000 °C:
{\displaystyle {\mathsf {3(NH_{4})_{2}[PtCl_{6}]\xrightarrow {T} \ 2N_{2}\uparrow +2NH_{3}\uparrow +18HCl+3Pt}}.}
Получаемую таким образом губчатую платину подвергают дальнейшей очистке повторным растворением в царской водке, осаждением (NH4)2PtCl6 и прокаливанием остатка. Затем очищенную губчатую платину переплавляют в слитки. При восстановлении растворов солей платины химическим или электрохимическим способом получают мелкодисперсную платину — платиновую чернь.

## Физические свойства
Серовато-белый, очень тяжёлый, пластичный металл, температуры плавления и кипения — 2041,4 K (1768,3 °C) и 4098 K (3825 °C) соответственно, удельное электрическое сопротивление — 0,098 мкОм·м (при 0 °C). Платина — один из самых тяжёлых (плотность 21,09—21,45 г/см³; атомная плотность 6,62⋅1022 ат/см³) металлов, уступает по плотности только осмию и иридию. Твёрдость по Бринеллю — 50 кгс/мм² (по Моосу 3,5).
Кристаллическая решётка кубическая гранецентрированная, а = 0,392 нм, Z = 4, пространственная группа Fm3m.
Платина устойчива к вакууму и может применяться в космической технике.

### Изотопы
Известны изотопы платины с массовыми числами от 166 до 204 (количество протонов 78, нейтронов от 88 до 126), и 18 ядерных изомеров.
Природная платина встречается в виде смеси из шести изотопов, в скобках указана атомная концентрация: 190Pt (0,014 %), 192Pt (0,782 %), 194Pt (32,967 %), 195Pt (33,832 %), 196Pt (25,242 %), 198Pt (7,163 %). Один из них слабо радиоактивен (190Pt, альфа-распад в 186Os, период полураспада 6,5⋅1011 лет). Теоретически предсказывается очень слабая радиоактивность ещё двух природных изотопов платины: альфа-распад 192Pt→188Os и двойной бета-распад 198Pt→198Hg, однако пока экспериментально эти распады не зарегистрированы; установлено лишь, что периоды полураспада превышают соответственно 4,7×1016 лет и 3,2×1014 лет.

## Химические свойства

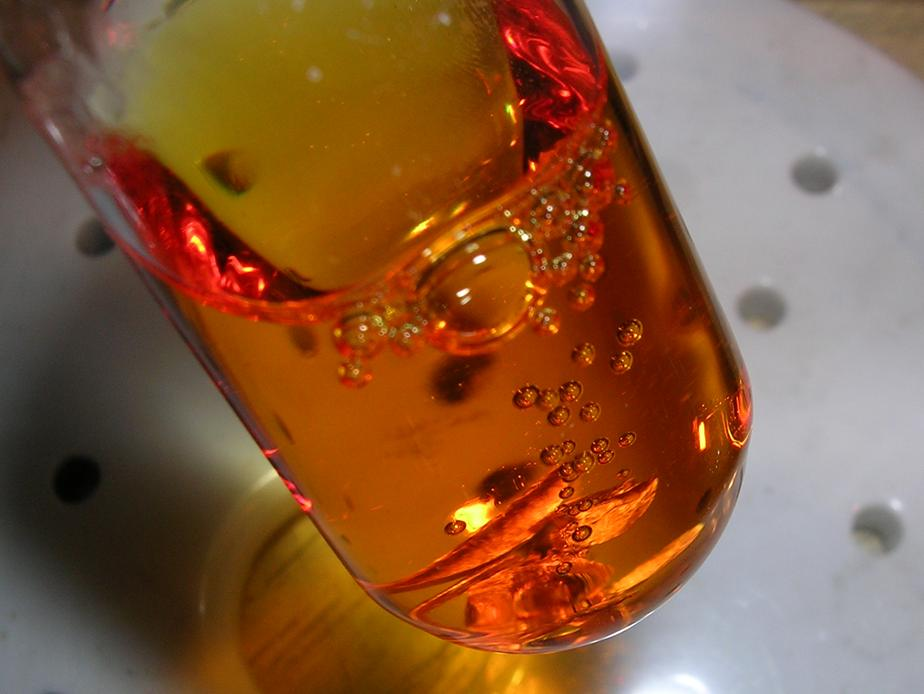
Растворение платины в горячей царской водке

По химическим свойствам платина похожа на палладий, но проявляет бо́льшую химическую устойчивость. При комнатной температуре реагирует с царской водкой с образованием бесцветного оксида азота(II) и оранжево-жёлтого гексахлороплатината(IV) водорода:
{\displaystyle {\mathsf {3Pt+4HNO_{3}+18HCl\rightarrow 3H_{2}[PtCl_{6}]+4NO\uparrow +8H_{2}O}}.}
Платина медленно растворяется в горячей концентрированной серной кислоте, в концентрированных селеновой и хлорной кислотах и жидком броме. Она не взаимодействует с другими минеральными и органическими кислотами. При нагревании реагирует со щелочами и пероксидом натрия, галогенами (особенно в присутствии галогенидов щелочных металлов):
{\displaystyle {\mathsf {Pt+2Cl_{2}+2NaCl\rightarrow Na_{2}[PtCl_{6}]}}.}
При нагревании платина реагирует с серой, селеном, теллуром, углеродом и кремнием. Как и палладий, платина может растворять молекулярный водород, но объём поглощаемого водорода и способность его отдавать при нагревании у платины меньше.
При нагревании платина реагирует с кислородом с образованием летучих оксидов. Выделены следующие оксиды платины: чёрный PtO, коричневый PtO2, красновато-коричневый PtO3, а также Pt2O3 и смешанный Pt3O4, в котором платина проявляет степени окисления II и IV.
Для платины известны гидроксиды Pt(OH)2 и Pt(OH)4. Получают их при щелочном гидролизе соответствующих хлороплатинатов, например:
{\displaystyle {\mathsf {Na_{2}[PtCl_{4}]+2NaOH\rightarrow 4NaCl+Pt(OH)_{2}\downarrow }},}
{\displaystyle {\mathsf {Na_{2}[PtCl_{6}]+4NaOH\rightarrow 6NaCl+Pt(OH)_{4}\downarrow }}.}
Эти гидроксиды проявляют амфотерные свойства:
{\displaystyle {\mathsf {Pt(OH)_{2}+2NaOH\rightarrow Na_{2}[Pt(OH)_{4}]}},}
{\displaystyle {\mathsf {Pt(OH)_{2}+4HBr\rightarrow H_{2}[PtBr_{4}]+2H_{2}O}},}
{\displaystyle {\mathsf {Pt(OH)_{4}+2NaOH\rightarrow Na_{2}[Pt(OH)_{6}]}},}
{\displaystyle {\mathsf {Pt(OH)_{4}+6HBr\rightarrow H_{2}[PtBr_{6}]+4H_{2}O}}.}
Гексафторид платины PtF6 является одним из сильнейших окислителей среди всех известных химических соединений, способный окислить молекулы кислорода и ксенона:
{\displaystyle {\mathsf {O_{2}+PtF_{6}\rightarrow O_{2}^{+}[PtF_{6}]^{-}}}.}
Соединение O2+[PtF6]− (гексафтороплатинат(V) диоксигенила) летуче и разлагается водой на фтороплатинат(IV), небольшое количество гидратированного диоксида платины и кислород с примесью озона.
С помощью гексафторида платины, в частности, канадский химик Нил Бартлетт в 1962 году получил первое настоящее химическое соединение ксенона Xe[PtF6].
C обнаруженного Н. Бартлеттом взаимодействия между Хе и PtF6, приводящего к образованию Xe[PtF6], началась химия инертных газов. PtF6 получают фторированием платины при 1000 °C под давлением.
Фторирование платины при нормальным давлении и температуре 350—400 °C даёт фторид платины(IV):
{\displaystyle {\mathsf {Pt+2F_{2}\rightarrow PtF_{4}}}.}
Фториды платины гигроскопичны и разлагаются водой.
Тетрахлорид платины с водой образует гидраты PtCl4·nH2O, где n = 1, 4, 5 и 7. Растворением PtCl4 в соляной кислоте получают платинохлористоводородные кислоты H[PtCl5] и H2[PtCl6].
Синтезированы такие галогениды платины, как PtBr4, PtCl2, PtCl2·2PtCl3, PtBr2 и PtI2.
Для платины характерно образование комплексных соединений состава [PtX4]2- и [PtX6]2-. Изучая комплексы платины, А. Вернер сформулировал теорию комплексных соединений и объяснил природу возникновения изомеров в комплексных соединениях.

### Реакционная способность

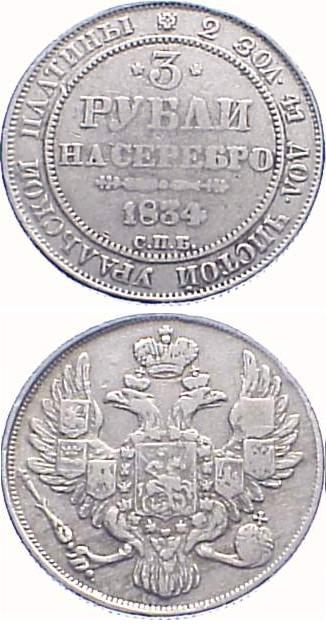
Монета 3 рубля, 1834 год

Платина является одним из самых инертных металлов, уступая лишь иридию. Она нерастворима в кислотах и щелочах, за исключением царской водки. Платина также непосредственно реагирует с бромом, растворяясь в нём.
При нагревании платина становится более реакционноспособной. Она реагирует с пероксидами, а при контакте с кислородом воздуха — со щелочами. Тонкая платиновая проволока горит во фторе с выделением большого количества тепла. Реакции с другими неметаллами (хлором, серой, фосфором) происходят менее активно. При более сильном нагревании платина реагирует с углеродом и кремнием, образуя твёрдые растворы, аналогично металлам группы железа.
В своих соединениях платина проявляет почти все степени окисления от 0 до +6, из которых наиболее устойчивы +2 и +4. Для платины характерно образование многочисленных комплексных соединений, которых известно много сотен. Многие из них носят имена изучавших их химиков (соли Косса, Магнуса, Пейроне, Цейзе, Чугаева и т. д.). Большой вклад в изучение таких соединений внес русский химик Л. А. Чугаев (1873−1922), первый директор созданного в 1918 году Института по изучению платины.

### Катализатор
Платина, особенно в мелкодисперсном состоянии, является очень активным катализатором многих химических реакций, в том числе используемых в промышленных масштабах. Например, платина катализирует реакцию присоединения водорода к ароматическим соединениям даже при комнатной температуре и атмосферном давлении водорода. Ещё в 1821 немецкий химик И. В. Дёберейнер обнаружил, что платиновая чернь способствует протеканию ряда химических реакций; при этом сама платина не претерпевала изменений. Так, платиновая чернь окисляла пары винного спирта (этанола) до уксусной кислоты уже при обычной температуре. Через два года Дёберейнер открыл способность губчатой платины при комнатной температуре воспламенять водород. Если смесь водорода и кислорода (гремучий газ) ввести в соприкосновение с платиновой чернью или с губчатой платиной, то сначала идёт сравнительно спокойная реакция горения. Но так как эта реакция сопровождается выделением большого количества теплоты, платиновая губка раскаляется, и гремучий газ взрывается. На основании своего открытия Дёберейнер сконструировал «водородное огниво» — прибор, широко применявшийся для получения огня до изобретения спичек.

## Добыча и производство

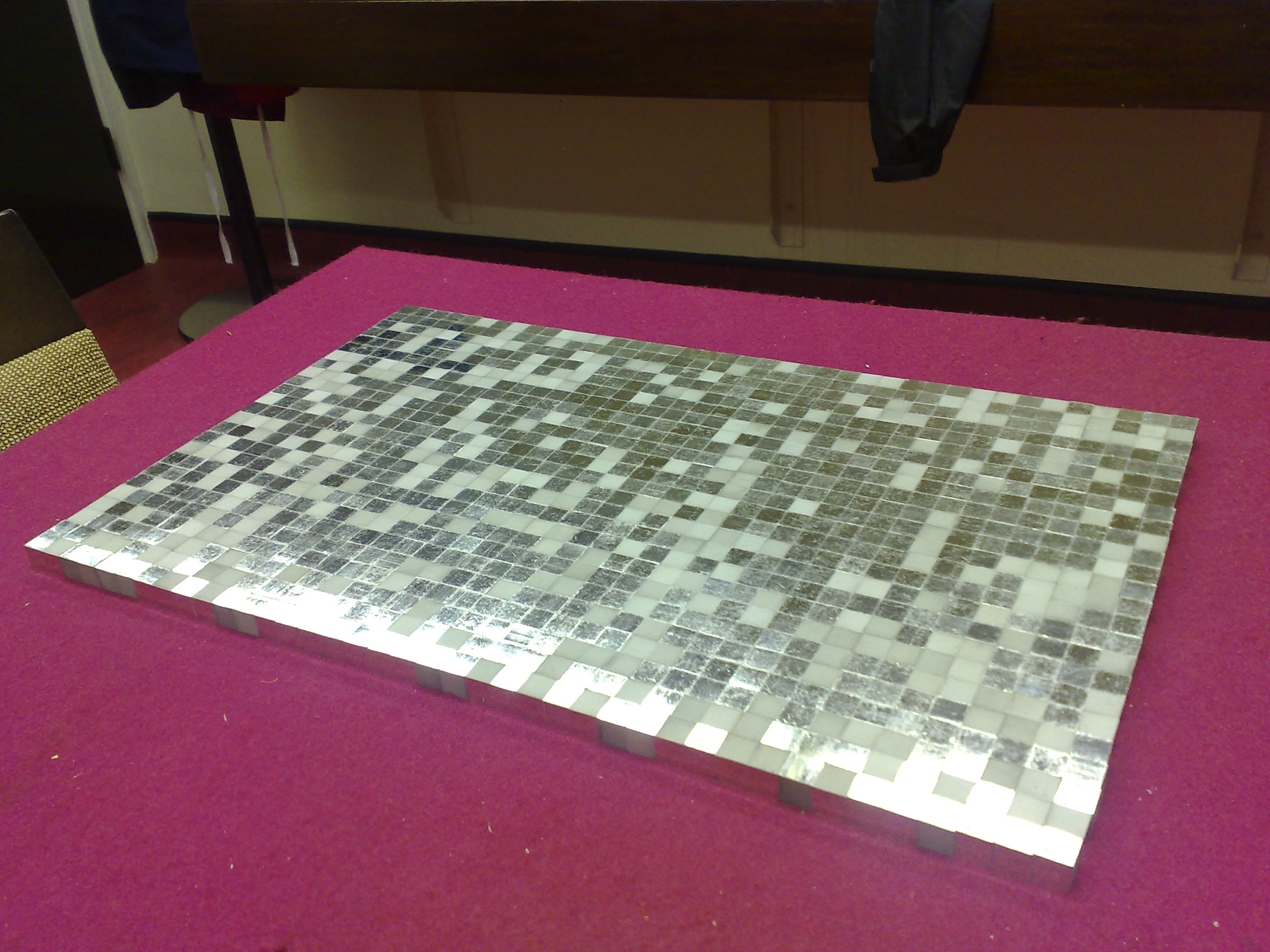
1000 кубических сантиметров 99,9%-й платины общей стоимостью 970 600 долларов США (в ценах на 14 июля 2012 года)

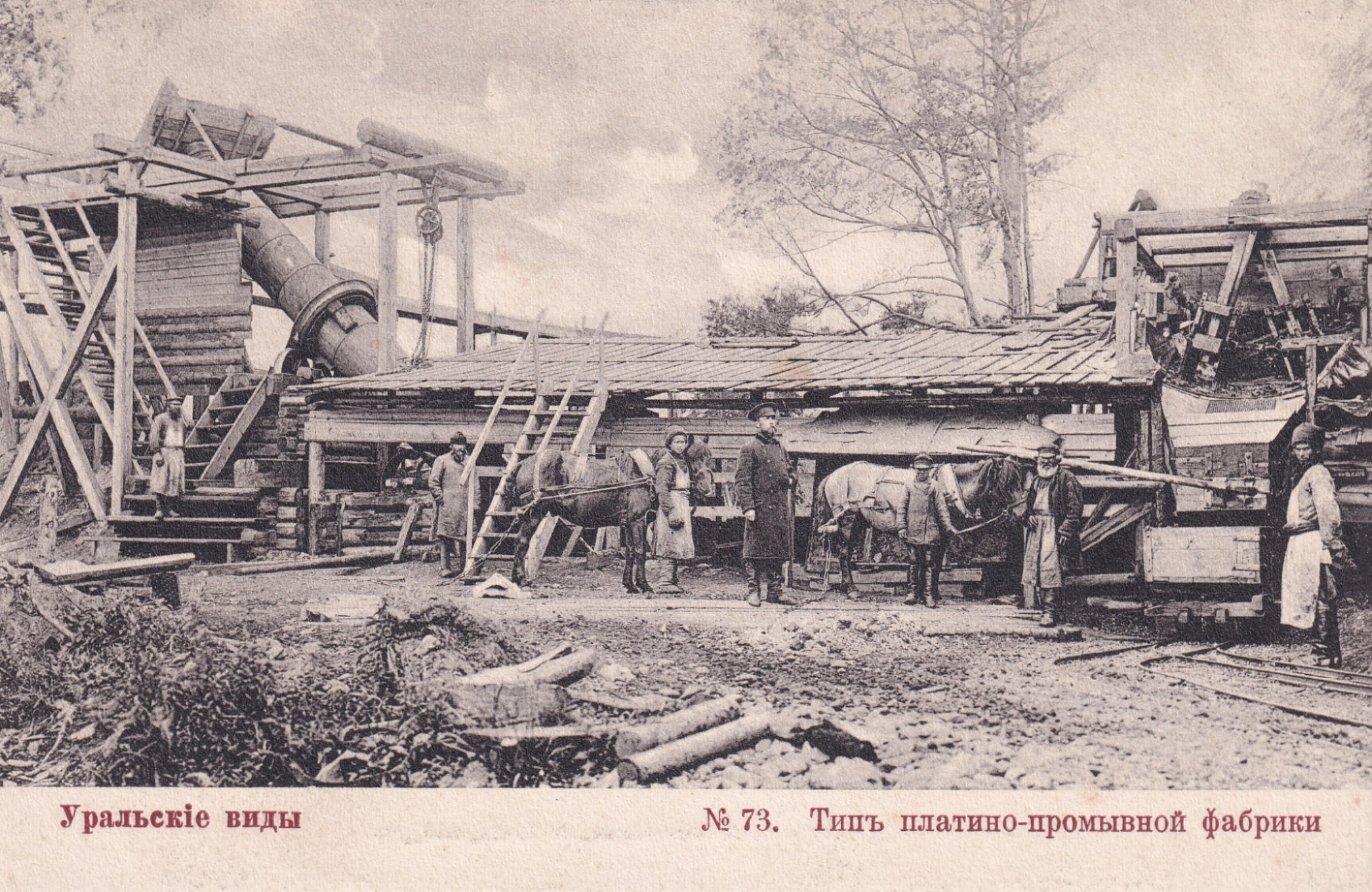
Платино-промывная фабрика на Урале, начало XX века

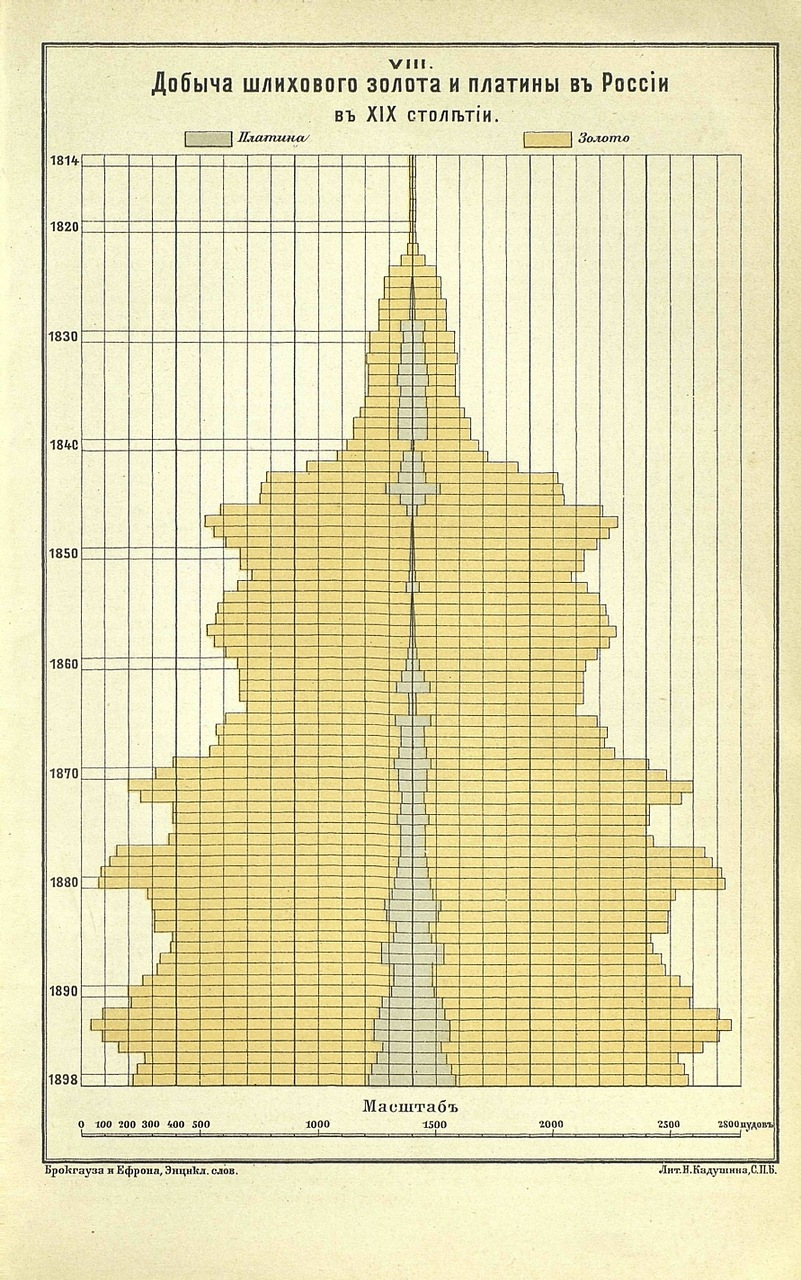
Рост добычи шлихового золота и платины в России в XIX веке

Мировое производство платины (в тоннах/год) за последние десятилетия

До 1748 года платина добывалась и производилась только на территории Америки, а в Старом Свете не была известна.
Когда платину стали завозить в Европу, её цена была вдвое ниже серебра. Ювелиры очень быстро обнаружили, что платина хорошо сплавляется с золотом, а так как плотность платины выше, чем у золота, то незначительные добавки платины позволили изготавливать подделки, которые невозможно было отличить от золотых изделий. Такого рода подделки получили столь широкое распространение, что испанский король[какой?] приказал прекратить ввоз платины, а оставшиеся запасы — утопить в море. Этот закон просуществовал до 1778 года. После отмены закона потребность в платине была небольшой, её использовали в основном для создания химического оборудования, приспособлений и в качестве катализаторов. Добываемой в Америке платины для этих целей было достаточно. Ни о каком значимом промышленном производстве говорить не приходилось.
В 1819 году платину впервые обнаружили на Урале близ Екатеринбурга, а в 1824 году были открыты платиновые россыпи возле Нижнего Тагила. Так началась добыча платины на Урале. Разведанные запасы платины были столь велики, что Россия почти сразу заняла первое место в мире по добыче этого металла. Только в 1828 году в России было добыто 1,5 т платины — больше, чем за 100 лет в Южной Америке. На Урале появились целые платинодобывающие районы, из которых наиболее важными в промышленном отношении стали Исовской и Тагильский.
К середине XIX века в Англии и Франции были проведены обширные исследования по аффинажу платины. В 1859 году французский химик Анри Этьен Сент-Клер Девиль впервые разработал промышленный способ получения слитков чистой платины. С этого времени почти вся добываемая на Урале платина скупалась английскими и французскими фирмами, в частности, «Джонсон, Мэтти и К°». Позже к закупкам платины у Российской империи подключились американские и немецкие компании.
К концу XIX века в Российской империи добывалось платины в 40 раз больше, чем во всех остальных странах мира. Причём представлена она была и весьма увесистыми самородками. Например, у одного из найденных на Урале самородков масса составляла 9,639 кг, впоследствии он был переплавлен.
Даже после значительных зарубежных закупок большая часть добываемой Россией платины не находила достойного применения. Поэтому начиная с 1828 года, по предложению министра финансов Егора Канкрина, в Российской империи начали выпускать платиновые монеты номиналом 3, 6 и 12 рублей. При этом 12-рублёвая платиновая монета имела массу 41,41 г, а в рублёвой серебряной монете было 18 г чистого серебра. То есть по стоимости металла платиновые монеты были дороже серебряных в 5,2 раза. С 1828 по 1845 гг. было выпущено 1 372 000 трёхрублёвых монет, 17 582 шестирублёвых и 3303 двенадцатирублёвых общей массой 14,7 т. Основную выгоду от добычи получали владельцы рудников — Демидовы. Только в 1840 было добыто 3,4 т платины. В 1845 году, по настоянию нового министра финансов Фёдора Вронченко выпуск платиновых монет был прекращён, и все они были срочно изъяты из обращения. Основной версией столь поспешного шага считается повышение европейских цен на платину, в результате которого монеты стали стоить дороже номинала. После прекращения чеканки монет добыча платины в Российской империи упала в 20 раз. Все же к 1915 году на долю России приходилось 95 % от мировой добычи платины. Оставшиеся 5 % добычи осуществляла Колумбия. Причём почти вся российская платина поступала на экспорт. Например, в 1867 году Англия скупила весь запас российской платины — более 16 т.
До Первой мировой войны второй после Российской империи страной по объёмам добычи платины была Колумбия; с 1930-х гг. стала Канада, а после Второй мировой войны — Южная Африка.
В 1952 году Колумбия добыла 0,75 т платины, США — 0,88 т, Канада — 3,75 т, а Южно-Африканский Союз — 7,2 т. В СССР данные по добыче платины были засекречены.
В 2014 году в мире была добыта 161 т платины. Лидерами добычи были:
- ЮАР — 110,0 т,
- Россия — 25,0 т,
- Зимбабве — 11,0 т,
- Канада — 7,2 т,
- США — 3,7 т[24].

В 2017 год рынок платины оценивался в 27,4 млрд долл., главными поставщиками (экспортерами) выступили:
- ЮАР — 9 млрд долл.,
- Великобритания — 4,15 млрд долл.,
- Россия — 4,09 млрд долл.,
- Германия — 2,12 млрд долл.,
- США — 1,68 млрд долл.

Лидером добычи платины в России является ГМК «Норильский никель». Кроме того, на территории Хабаровского края располагается прииск Кондёр, который являлся крупнейшим в мире россыпным месторождением платины; его разработку ведёт Артель старателей «Амур» (входит в Группу компаний «Русская платина»), по итогам 2011 года на прииске добыто около 3,7 т платины.
Разведанные мировые запасы металлов платиновой группы составляют около 80 000 т и распределены в основном между ЮАР (87,5 %), Россией (8,3 %) и США (2,5 %).

## Стоимость
По состоянию на 20 октября 2023 цена платины составляет 2809,4 руб/грамм или 79 645 руб/унция. Цена платины в 1-м полугодии 2021 г. была 1000—1100 $/унцию, спрос упал до 125 тыс. унций/полугодие.

## Применение

### В технике

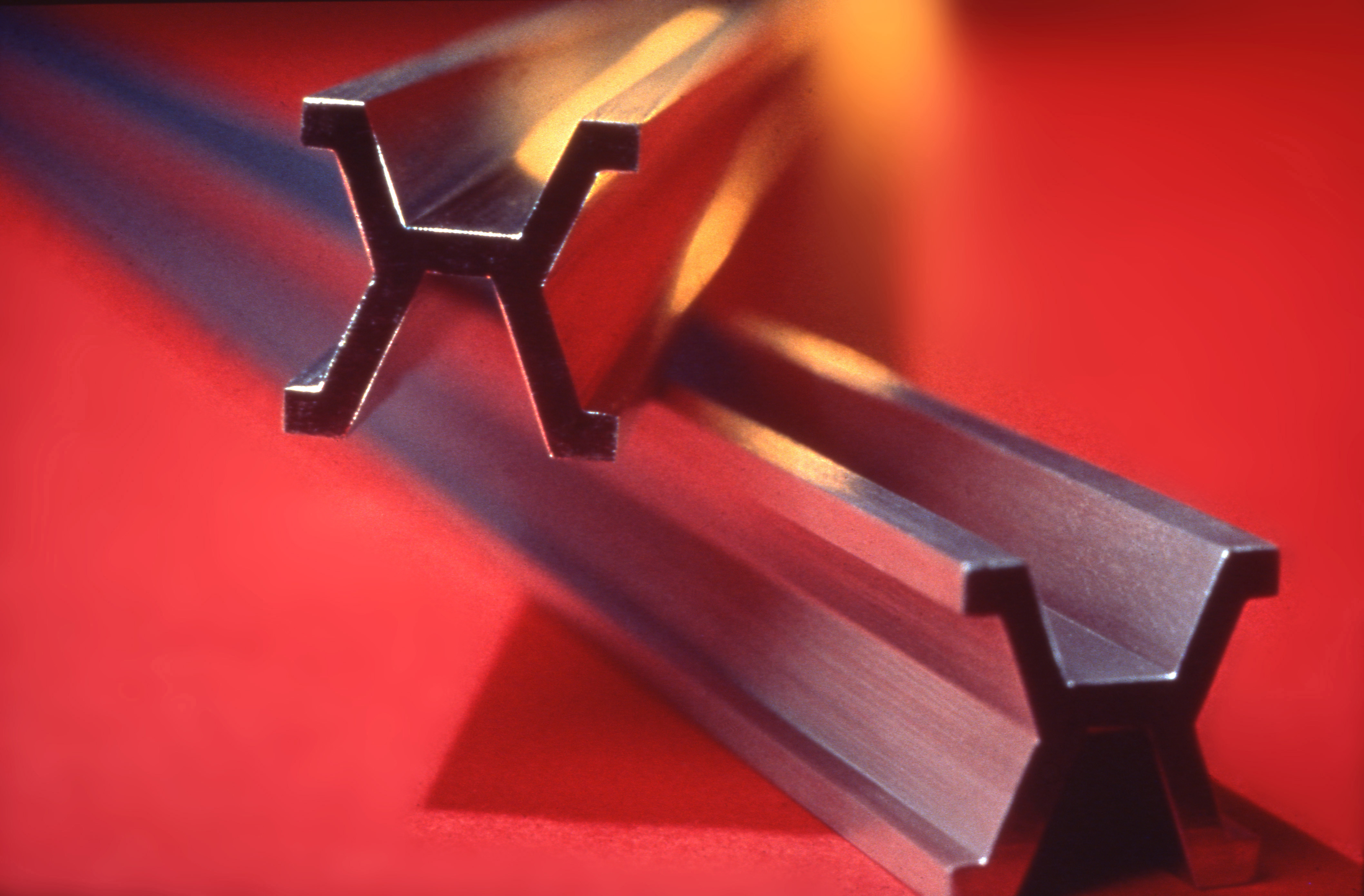
3D-модель бруска из сплава платины, который до 1960 года использовался как образец длины 1 м

- С первой четверти XIX века применялась в России в качестве легирующей добавки для производства высокопрочных сталей[30].
- Платина применяется как катализатор (чаще всего в сплаве с родием, а также в виде платиновой черни — тонкого порошка платины, получаемой восстановлением её соединений).
- Платина применяется в ювелирном и зубоврачебном деле.
- Используется для изготовления электродов свечей зажигания с большим сроком службы, уступая в этом качестве только иридию и его сплаву с родием.
- Из платины изготавливают сосуды и мешалки, используемые при варке оптических стёкол.
- Для изготовления стойкой химически и к сильному нагреву лабораторной посуды (тигли, ложки и др.).
- Для изготовления постоянных магнитов с высокой коэрцитивной силой и остаточной намагниченностью (сплав трёх частей платины и одной части кобальта — ПлК-78).
- Специальные зеркала для лазерной техники.
- Для изготовления долговечных и стабильных электрических контактов в виде сплавов с иридием, например, контактов электромагнитных реле (сплавы ПлИ-10, ПлИ-20, ПлИ-30).
- Гальванические покрытия.
- Перегонные реторты для производства плавиковой кислоты, получение хлорной кислоты.
- Электроды для получения перхлоратов, перборатов, перкарбонатов, пероксодвусерной кислоты (фактически использование платины обуславливает все мировое производство перекиси водорода: электролиз серной кислоты — пероксодвусерная кислота — гидролиз — отгонка перекиси водорода).
- Нерастворимые аноды в гальванотехнике.
- Нагревательные элементы печей сопротивления.
- Изготовление термометров сопротивления и датчиков вакуума (вакуумметр Пирани).
- Покрытия для элементов СВЧ-техники (волноводы, аттенюаторы, элементы резонаторов).

### В медицине

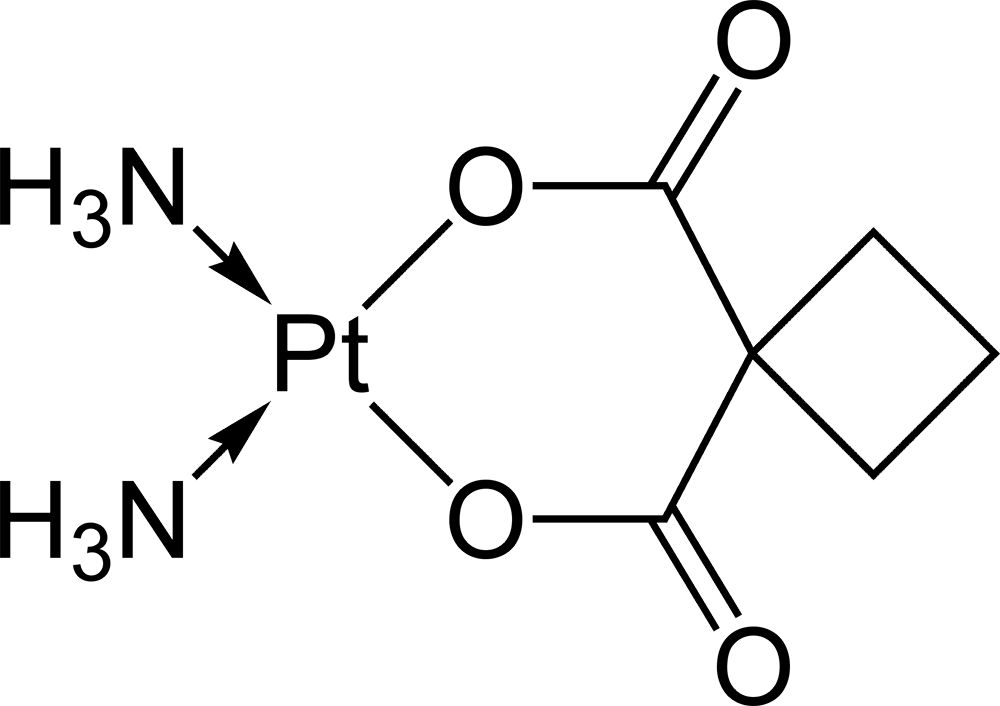
Карбоплатин

Соединения платины (преимущественно, амминоплатинаты) применяются как цитостатики при терапии различных форм рака. Первым в клиническую практику был введён цисплатин (цис-дихлородиамминплатина(II)), однако в настоящее время применяются более эффективные карбоксилатные комплексы диаминплатины — карбоплатин и оксалиплатин.

### В ювелирном деле
Платина и её сплавы широко используются для производства ювелирных изделий.
Ежегодно мировая ювелирная промышленность потребляет около 50 тонн платины. До 2001 года большая часть ювелирных изделий из платины потреблялась в Японии. С 2001 года на долю Китая приходится примерно 50 % мировых продаж. В 1980 г. Китай потреблял около 1 % ювелирных изделий из платины. В настоящее время в Китае ежегодно продаётся около 10 млн изделий из платины общей массой около 25 тонн.
Российский спрос на ювелирную платину составляет 0,1 % от мирового уровня.

### Монетарная функция

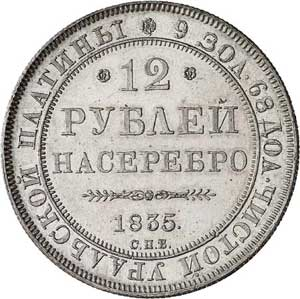
Платиновая монета 1835 года номиналом 12 рублей

Платина, золото и серебро — основные металлы, выполняющие монетарную функцию. Однако платину стали использовать для изготовления монет на несколько тысячелетий позже золота и серебра.
Первые в мире платиновые монеты были выпущены и находились в обращении в Российской империи с 1828 по 1845 год. Чеканка началась с трёхрублевиков. В 1829 г. были учреждены платиновые «дуплоны» (шестирублевики), а в 1830 г. — «квадрупли» (двенадцатирублевики). Были отчеканены следующие номиналы монет: достоинством 3, 6 и 12 рублей. Трёхрублевиков было отчеканено 1 371 691 шт., шестирублевиков — 14 847 шт. и двенадцатирублевиков — 3474 шт.
В 1846 г. чеканка платиновой монеты была прекращена, хотя к этому году добыча уральской платины составила около 2000 пудов или 32 000 кг, из которых в монету было перечеканено 14 669 кг. Очень большое количество платины, скопившееся на Петербургском монетном дворе частью в виде монеты, а частью — в необработанном виде (по разным данным, от 720 до 2000 пудов), было продано английской фирме Джонсон, Мэтти и Ко. В результате Англия, которая не добывала ни одного грамма платины, долго была в этой отрасли монополистом.
В Советском Союзе выпуск памятных юбилейных монет из платины производился в период с 1977 по 1991 годы. Всего было выпущено 11 различных монет номиналом 150 рублей. Первый выпуск был приурочен к московской Олимпиаде-80. Выпускаемые разными странами в настоящее время платиновые монеты являются инвестиционными монетами. В период с 1992 по 1995 год инвестиционные платиновые монеты номиналами 25, 50 и 150 рублей выпускал Банк России.

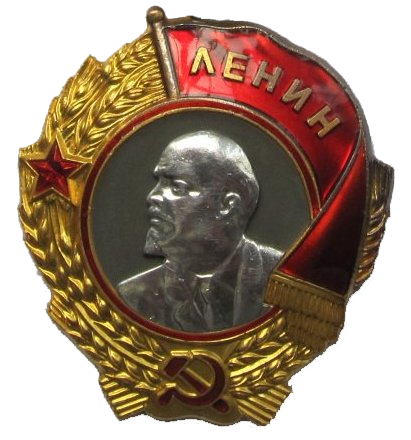
Платиновое изображение Ленина на ордене Ленина

### Знаки отличия
Платина применялась при изготовлении знаков отличия за выдающиеся заслуги: из платины сделано изображение В. И. Ленина на советском ордене Ленина; из неё изготавливались советские орден «Победа», орден Суворова 1-й степени:221 и орден Ушакова 1-й степени.

### Прогнозы потребления и производства
По последним оценкам компании «Норникель», мировой спрос на платину без учета инвестиций в 2023 году составит 7,4 млн унций (рост на 4 % по отношению к прошлому году). В то же время объем мирового производства первичной платины увеличится до 5,9 млн унций (рост на 6 % за год), вторичное предложение увеличится до 1,7 млн унций (рост на 13 %).

## Биологическая роль и физиологическое действие
- По всей видимости, платина не играет ярко выраженной биологической роли в организме человека, как и все платиноиды.
- В металлическом виде платина нетоксична, однако некоторые соединения (например, гексафторид платины), очень ядовиты.